# Episyrphus balteatus
La mosca cernidora (Episyrphus balteatus) es una especie de mosca de la familia Syrphidae. 

## Descripción
Su tamaño es de 9–12 mm. Como la mayoría de otros sírfidos, imita a insectos más peligrosos, las avispas, aunque es una especie inofensiva. En la parte dorsal del abdomen tiene bandas de color naranja y negro. Dos caracteres de identificación adicionales son la presencia de bandas negras secundarias en las placas dorsales y tenues rayas longitudinales de color grisáceo en el tórax. Al igual que en la mayoría de los sírfidos, los machos pueden ser fácilmente identificados por sus ojos holópticos, ojos compuestos, más grandes que los de las hembras que se tocan en la parte superior de la cabeza.

## Ciclo vital
Las hembras depositan los huevos junto a colonias de pulgones. Las larvas se alimentan de pulgones, los adultos visitan flores y se alimentan de néctar y polen.

## Hábitat y distribución
Habitan en los jardines, praderas, linderos del bosque y caminos. Se los encuentra en casi toda Europa. Se extienden por toda la región paleártica, especialmente Europa y África del Norte. En dirección este se extienden hasta Japón, en dirección sur alcanzan el norte de África. Es una especie migratoria que viaja de ida y vuelta desde el norte al sur de Europa todos los años.